# Skálavík (gmina)
Skálavík (far. Skálavíkar kommuna) – gmina w regionie Sandoy na Wyspach Owczych, terytorium zależnym Danii, położonym na Oceanie Atlantyckim. Sąsiaduje z dwiema innymi jednostkami: Húsavík oraz Sands kommuna. Siedzibą jej władz jest Skálavík.
Gmina leży w północno-wschodniej części wyspy Sandoy. Zajmuje powierzchnię 29,1 km².
Według danych na 1 stycznia 2014 roku zamieszkuje ją 143 osoby.

## Historia
Gmina powstała w roku 1930 w efekcie podziału Sands kommuna na trzy mniejsze jednostki. Gmina Sands od 1928 roku obejmowała tereny dawnej Sandoyar Prestagjalds kommuna, powstałej w 1872 roku.

## Populacja
Gminę zamieszkuje obecnie 143 osoby. Współczynnik feminizacji wynosi tam niewiele ponad 66 (na 57 kobiet przypada 86 mężczyzn).
Społeczeństwo Skálavíkar kommuna starzeje się, około 40% ludności całej gminy stanowią osoby powyżej sześćdziesiątego roku życia (włącznie). Ludzie młodsi niż 20 lat stanowią nieco więcej niż 18%. Największą grupą w przedziałach dziesięcioletnich są osoby w wieku 60-69 lat (18,18%) oraz 50-59 lat (17,48%).
Ogólnodostępne dane dotyczące liczby ludności gminy Skálavík są liczone od roku 1960. Liczba ludności wynosiła wówczas 246 osób, a sześć lat później 234. Po chwilowym wzroście populacji do roku 1970 (249 osób) liczba ludności zaczęła maleć (237 osób w 1977, 232 w 1983), by w 1985 osiągnąć poziom 225 ludzi. Mimo ponownego, krótkotrwałego wzrostu (229 w 1990) liczba ludności zaczęła ponownie maleć - 178 osób w 1995 roku, 162 w 2000. Tak drastyczny spadek liczby ludności miał związek z masowymi emigracjami, w związku z kryzysem gospodarczym, który miał miejsce na Wyspach Owczych na początku lat 90. XX wieku. W 2005 zaobserwowano kolejny niewielki przyrost liczby ludności (183 osoby), później jednak populacja ponownie zaczęła maleć do dziś.

## Polityka
Burmistrzem gminy jest Linjohn Christiansen z Partii Ludowej. Ostatnie wybory samorządowe na Wyspach Owczych miały miejsce w roku 2012. W ich wyniku wybrano pięcioro radnych gminy Skálavík. Wyniki przedstawiały się następująco:
| Lista | Nazwa partii                   | Głosy | Procent | Mandaty | Mandaty |
| ----- | ------------------------------ | ----- | ------- | ------- | ------- |
| A     | Partia Ludowa (Fólkaflokkurin) | 98    | 100     | 5       | +5      |
|       | Suma                           | 99    | 100     | 5       | 0       |

| Lista A        | Lista A                    | Lista A        |
| Fólkaflokkurin | Fólkaflokkurin             | Fólkaflokkurin |
| Nr             | Kandydat                   | Głosy          |
| -------------- | -------------------------- | -------------- |
| 1.             | Maj-Brit Lydersen          | 11             |
| 2.             | Linjohn Christiansen       | 26             |
| 3.             | Høgni Samuelsen            | 8              |
| 4.             | Elisabeth Myllhamar        | 12             |
| 5.             | Dánial Jákup Jakobsen      | 22             |
| 6.             | Christian Martin Trondesen | 0              |
| 7.             | Anita Joensen              | 19             |

Frekwencja wyniosła 77,78% (ze 126 uprawnionych głos oddało 99 osób). Oddano jedną czystą kartę do głosowania oraz ani jednej czystej. W wyborach w roku 2008 kandydaci nie startowali z list partii wyborczych, Fólkaflokkurin wystawiła ją dopiero w 2012 roku.

## Miejscowości wchodzące w skład gminy Skálavík
| Miejscowość | Liczba mieszkańców (01.01.2014) | Krótki opis | Zdjęcie               |
| ----------- | ------------------------------- | --- | --------------------- |
| Skálavík    | 143                             | Jedyna miejscowość w gminie. Znajduje się tam drewniany kościół wybudowany w roku 1891. Stale ważne źródło dochodów mieszkańców stanowi tam rolnictwo, z uwagi na urodzajne gleby. Na początku lipca odbywa się tam festiwal Sanoyarstevna, będący odpowiednikiem Ólavsøka w Tórshavn. | Skálavík w roku 2012. |